# شمرنو
شمرنو (به صربی: Čemerno) یک کوه در صربستان است که در کرالیفو واقع شده‌است. شمرنو ۱٬۵۷۹ متر بالاتر از سطح دریا واقع شده‌است.